# Clizia Gurrado
Clizia Gurrado (Milano, 4 aprile 1969) è una scrittrice italiana.

## Biografia
Figlia del giornalista Lello Gurrado, nel 1985, a soli 16 anni pubblica un romanzo di ispirazione autobiografica, Sposerò Simon Le Bon. Fu il primo bestseller scritto da una teenager in Italia, cui fece seguito anche un film recante lo stesso titolo uscito nel 1986. Nato come diario di classe, il manoscritto fu lasciato nella portineria dell'Editrice Piccoli,  vicino al liceo frequentato dall'autrice, il Berchet, e divenne un successo.

## Opere
- Sposerò Simon Le Bon. Confessioni di una sedicenne innamorata persa dei Duran Duran, come Clizia Gurraro, Milano, Piccoli, 1985.
- Siamo a posto, Milano, Sonzogno, 1995. ISBN 88-454-0797-7.
- Da leccarsi i baffi. [Ricette prelibate per gatti buongustai], con Anna Maria Montanari, Varese, ECO, 1997. ISBN 88-86744-21-8.
- Il bel mestiere. Artigiani e maestranze nel teatro d'opera, con Laila Pozzo, Milano-Venezia, Fondazione Cologni-Marsilio, 2014. ISBN 978-88-317-1714-4.